# Čchö Če-u
Čchö Če-u (최제우, 18. prosince 1824 Kjongdžu – 15. dubna 1864 Tegu) byl korejský náboženský vůdce. V rámci kritiky zahraničních kulturních vlivů a kritiky nedostatků ve vládě dynastie Čoson založil v roce 1860 náboženské hnutí Tonghak. Protože hnutí hlásalo demokracii a vedlo k rolnickým povstáním, byl koncem roku 1863 uvězněn, následně souzen a v dubnu 1864 v Tegu popraven stětím.
Jím založené náboženské hnutí ale přežilo, vedlo k dalším povstáním a až začátkem 20. století z něj vznikl čeondoismus, který zdůraznil náboženské aspekty a upozadil politické.